# Etnocentrismus
Etnocentrismus je názor, že kultura vlastní skupiny je nadřazena kultuře jiných skupin. Toto přesvědčení může být vědomé i nevědomé a často bývá spojováno s tendencí neuvědomovat si předpojatost v tom obsaženou.  Etnocentrický postoj zahrnuje vnímání hodnot a norem vlastní skupiny jako jediných správných, užitečných a pravdivých. Vlastní sociální skupina je standardem, kterým jsou poměřovány ostatní skupiny a životní situace. Způsob života jiných skupin je chápán jako odchylka od optimálního stavu. Pravé kvality jiných kultur tudíž nejsou brány v potaz.
Postoj odmítání všech kulturních forem (např. morálních, náboženských, sociálních i estetických), které se nejvíce vzdalují od těch našich, se opírá o psychologické základy každého jednotlivce. Tento pojem představovaly již ony „divošské zvyky“, které prozrazovaly odpor a hrůzu, když se setkaly s jiným způsobem života. Antika používala pro všechno cizí pojem „barbarské“ a západní civilizace (západní – také příklad etnocentrismu) pojem „divošský“. Hlavní složkou ve vývoji slova „etnický“ byla nadřazenost. Tento pojem vyjadřoval pocit každého etnika cítit se být lepší než někdo, s kým se srovnávají. I v dnešní době je možno vidět etnocentrismus jako evoluční dědictví a to díky tomu, jak rychle je možné si etnocentrismus osvojit, a jak těžké je mu odvyknout. Evolučním vysvětlením by bylo, že se snažíme o odlišení mezi „my“ a „oni“, či tzv. „in-group“ a „out-group“.
V tomto významu je pojem užíván ve společenských vědách (především v sociologii a antropologii), kam jej v roce 1906 zavedl William Graham Sumner na základě srovnávacího studia širokého vzorku lidských kultur. George Peter Murdock, americký antropolog, o etnocentrismu tvrdí: „Etnocentrismus je emocionálním i intelektuálním zdůvodněním nadřazenosti vlastní sociální skupiny, základem etického dualismu, podle něhož vše, co existuje a má pozitivní význam pro společnost, je nesprávné a problematické, je připisováno činnosti jiných, cizích skupin. Je chápán jako vlastnost příslušející jedinci, jeho myšlení a činnosti. Pokud se tento rys stane typickým pro skupiny a jejich vědomí, hovoří se o syngenismu. Oba pojmy však v praxi splývají.“
Můžeme hovořit o tom, že všechny skupiny jsou i byly etnocentrické ve větší či menší míře. Lidé totiž mají sklon cítit se bezpečně a jistě ve skupině, ve které vyrůstali a etnocentrismus tak může být udržován i mimoděk.
Etnocentrismus přispívá k identifikaci s vlastní skupinou a podporuje vnitřní soudržnost skupiny. Je to tedy významný mechanismus sociální integrace. Etnocentrismus se však může stát zdrojem konfliktů, jelikož znesnadňuje přijetí cizích kulturních prvků. Právě netolerance cizích prvků vede k různým typům etnocentrismu. Těmi jsou: základní, umírněný a agresivní. Třetí z typů je nebezpečný a bývá ideologicky vyhrocený a vystupuje v podobě nacionalismu, či rasismu.
Etnocentrismus ale nelze chápat jako synonymum slova xenofobie, vztah mezi nimi je mnohem složitější. To, že etnocentrismus existuje, umožňuje xenofobii, která se poté může stát podkladem pro diskriminaci cizích, pro konflikt. Etnocentrismus se může stát základem pro některá masová politická hnutí, jako např. nacionalismus, a xenofobie bude tudíž jejím hlavním hnacím proudem. V etnické identitě lze ale rozlišovat mezi vícero rovinami, z nichž pouze jedna má vztah k xenofobii. Nárůst etnocentrismu je proto možný vidět hlavně v době ohrožení či strachu.
Etnocentrismus také často vede k uzavírání skupin, kdy může docházet k separacím jednotlivých skupin, nebo také k omezení sňatků mezi příslušníky rozdílných skupin a omezení ekonomických a politických vztahů. Ke skupinovému uzavírání dochází zvláště v případech, kdy získá jedno etnikum vyšší postavení než druhé.